# Кошицька улоговина
48°42′24″ пн. ш. 21°19′03″ сх. д. / 48.706666666667° пн. ш. 21.3175° сх. д.
Кошицька улоговина — геоморфологічна одиниця в рамках геоморфологічного поділу Словаччини.

## Географічне розташування
Кошицька улоговина розташована в південно-східній частині Словаччини. На заході вона межує зі Словацьким карстом і Воловськими горами, на півночі — з Чорною горою, Шарішською височиною, Спішсько-шарішським міжгір'ям та Бескідським передгір'ям, а на сході вона має спільний кордон зі Сланськими горами. Південний кордон збігається з державним кордоном з Угорщиною.

## Поділ
У геоморфологічному підрозділі Кошицька улоговина включає три підодиниці:
- Кошицька рівнина — займає рівнину між Турнею над Бодвою і центральною частиною інтравілану[що?] Кошиць.
- Медзевські пагорби — охоплює пагорби між Ясовом та заходнію частиною інтравілану Кошиць.
- Ториські пагорби — охоплює пагорби між Трстеньом при Горнаді та інтравіланом Пряшева.

## Характеристика
Кошицька улоговина має протягнуту форму від півночі на південь. Місцевість різноманітна і змінюється, розгорнуті рівнини чергуються з низькими пагорбами. Найвищими вершинами є Діяльна (384 м) і Червоний грунік (305 м). Ліси в цій області в основному представлені листяними деревами, такими як дуб, бук, граб і береза. Головними річками Кошицької улоговини є Ториса, Горнад, Бодва та Іда.
Клімат Кошицької улоговини належить до теплих областей. У зимові місяці температура коливається від -1 до -3 градусів Цельсія, влітку — від 18 до 20 градусів Цельсія. Кількість днів зі сніговим покровом менш як 50, а кількість літніх днів становить 60-70.

## Захищені території
Попри те, що Кошицька улоговина не входить до числа охоронних ландшафтних об'єктів, тут можна знайти цінні природничі та ландшафтні місця. До них відносяться державні природні заповідники Гімешська западина, Гуменець і Збойницький замок, охоронний об'єкт Мірковська луговина косатців та охоронна площа Кокошівський дубовий гай. Ці охоронені території були створені для збереження місцевої флори та фауни, яка відзначається великою різноманітністю і багатством видів.